# Самоникле јестиве биљке
Самоникле јестиве биљке су најстарији извор хране доступан људској врсти. Данас је употреба овог извора хране очувана само код заједница које нису имале јачи додир са цивилизацијом. Током новије историје самоникло јестиво биље најчешће се користило у време разних непогода и несташица изазваних ратовима, али посљедњих деценија интерес за ову област све више расте, како код нас тако и у целом свету.

## Значај самоникле флоре кроз историју
Самоникле јестиве биљке, односно дивља флора био је основни извор хране праисторијског човека пре него што се научио лову и риболову. Развојем цивилизације човек је почео да култивише јестиве биљке и постепено изгубио урођени инстинкт за препознавање јестивих биљака. Међутим, самоникла флора је током историје остала значајан извор хране, поготово у кризним временима (какви су ратови, на пример), па се знање о јестивости појединих биљака одржало и до данас.

По правилу су самоникле биљке знатно богатије витаминима и минералима од гајених врста, а такође у највећој мери ослобођене најразличитијих токсина који се користе у савременој пољопривреди (хербициди, инсектициди и сл.) и прехрамбеној индустрији (различити адитиви). Осим тога, велики број јестивих врста сврстава се и међу лековите биљке и обратно, а лековито деловање биљака може се (осим кроз чајеве, тинктуре и сл.) испољити кроз јела припремљена од њих. Не постоји оштра граница између фитотерапије и дијетотерапије. Обе ове гране медицине старе су колико и само човечанство. Занимљив је податак да су се, током 20. века, припадници многих примитивних племена, којима је самоникла флора до тада била основна храна, почели разбољевати због преласка на начин исхране цивилизованог човека.

## Подела
Самоникле лековите биљке могу се разврстати на више начина, а основна подела може бити према деловима биљака који се могу користити у људској исхрани.

### Коренасто поврће
У ову групу спада меснато корење, луковице, кртоле и ризоми. Највише врста са јестивим подземним деловима има mеђу mонокотиледоним биљкама. Ту првенствено спадају разне врсте каћуна и других врста из породице орхидеја, затим многе врсте из породице љиљана (лукови, гранчица, дивљи љиљан, покосница, птичје млеко, пасји зуб, вилин лук) и неке мочварне и водене врсте (стрелица, водена боквица, водољуб, рогози, трске, дремовац). Међу дикотиледоним биљкама највише врста са јестивим подземним деловима има међу главочикама (чичока, стричак, чичак, цикорија, маслачак, козја брада, кравачац, драгушица), затим међу звончићима и лопочовкама, док су у другим породицама мање заступљене.
Главни хранљиви састојак дивљег коренастог поврћа најчешће је скроб, а код главочика и инулин. Хранљива вредност слична је житарицама од којих је коренасто поврће сиромашније беланчевинама.

#### Брање
Подземни делови једногодишњих биљака најчешће се сакупљају у јесен, на крају вегетационе сезоне, док се подземни делови вишегодишњих биљака сакупљају и у јесен и у пролеће.

#### Припрема
Када не садрже горке, опоре, шкодљиве или несварљиве састојке ови подземни делови могу послужити као укусно поврће. Могу се јести прокувани или печени на жару, попут кртола каћуна или додавати салатама у свежем стању, како се најчешће користе различити дивљи лукови (сремуш, влашац, виноградарски лук, планински лук, сибирски лук и друге врсте). Друге врсте дивљег коренастог поврћа, обзиром да су често веома богате скробом, могу се сушити, млети и користити за мешење хлеба или као замена за кафу. Пре употребе треба их добро опрати, а по потреби и ољуштити.
Неки подземни делови који се прикупљају могу се сушити и као такви касније користити за припрему чајева или као зачини. Подземне делове ароматичних врста не би требало пре сушења прати, већ само добро обрисати чистом крпом. Очишћена биљна дрога сече се на ситније комаде или листиће и ниже на конац или распростире у танком слоју на специјалним мрежама. Суши се природним путем на промајном месту, може и на осунчаном. Осушени подземни биљни делови чувају се у сувим и хладним просторијама, неароматични у картонским кутијама или папирним кесама, а ароматични у стакленим посудама.
- Љубичасти каћун (Orchis morio)
- Гранчица (Hemerocallis fulva)
- Сремуш (Allium ursinnum)
- Влашац (Allium schoenoprasum)
- Птичје млеко (Ornithogalum umbellatum)
- Дивљи љиљан (Lilium martagon)
- Вилин лук (Muscari comosum)
- Vodena bokvica (Alisma plantago-aquatica)
- Водољуб (Butomus umbellatus)
- Различите врсте рогоза (Typha sp.)
- Дремовац (Leucojum aestivum)
- Гомољи чичоке (Helianthus tuberosus)
- Ризом трске (Phragmites australis)
- Корен цикорије (Cichorium intybus)

### Дивље зелено поврће
Дивље поврће је најпознатија и најраспрострањенија категорија самониклог јестивог биља. Најчешће се за јело употребљавају млади листови или пролећни изданци, а ређе цео надземни део биљке. Дивље зелено поврће расте на готово свакој зеленој површини, а неретко се могу наћи око људских насеобина, уз путеве, на железничким насипима и сличним местима. Често се убрајају и у корове. Најукусније врсте ове групе самониклих биљака припада породицама купусњача, главочика, троскота, лободњача и штитара, али и међу многим другим. Посебно су сочни и укусни изданци неких трајница док им се још нису развили листови, као на пример изданци шпаргле, бљушта, пепељуге, хмеља, павити, јапанске киселице и тд.
Дивље зелено поврће посебно је значајно као богат извор витамина Ц, обично богатији од гајеног поврћа. Овим витамином нарочито су богати листови врста из породица купусњача и ружа. Каротен је такође присутан у сви зеленим биљним деловима. Поред ова два витамина дивље зелено поврће богато је и витаминима Б1, Б2, Е, К, П, фолном киселином и многим другим биоактивним материјама.

#### Брање
Зелени делови биљака беру се док су још млади и сочни, најчешће пре цветања. Старењем и формирањем цветова често губе пријатан укус и постају горки и нејестиви, а неке врсте могу чак садржати и отровне састојке. Биљке је најбоље сакупљати рано ујутро, дан-два после обилне кише. Биљке убране после кише или у засени блажег су укуса од оних убраних током сушних дана или на осунчаним местима.

#### Припрема
Дивље зелено поврће најчешће се користи свеже, у салатама, када је његова хранљива вредност и највећа, али се могу припремати и као варива или чорбе. Дивље поврће свежину може сачувати у фрижидеру неколико дана, али се такође може и конзервирати и сачувати као зимница. Неки од начина конзервирања су:
- замрзавање - у замрзивачу се дивље зелено поврће може чувати неколико месеци, а пре замрзавања потребно га је бланширати (прелити врелом водом);
- сушење - биљке је најбоље сушити прострто у танком слоју, на чистој подлози, на проветреном месту заклоњеном од директног сунца;
- укисељавање - дивље зелено поврће може се остављати као туршија, на исти начин као и гајено.

- Коморач (Foeniculum vulgare)
- Млади листови русомаче (Capsella bursa-pastoris)
- Подбел (Tussilago farfara)
- Кисељак (Rumex acetosa)
- Младе стабљике ппељуге (Chenopodium album)
- Млади изданци бљушта (Tamus communis)
- Избојци јапанске киселице (Polygonum cuspidatum)

### Јестиви цветови
Јестиви самоникли цветови блиски су дивљем поврћу, али се од њега разликују већим садржајем шећера, а често и пријатним мирисом који се добро слаже са разним посластицама, па је и њихова примена у кулинарству нешто другачија. Осим тога цветови су и декоративни, па увек могу послужити за украшавање различитих оброка, како слатких тако и сланих. Многи цветови садрже важне биоактивне састојке, попут витамина Ц, а они жуте боје богати су биофлавоноидима и каротеном.

#### Брање
Цветови се сакупљају када су у пуном развоју, мада се код неких врста користе и пупољци (пупољци драгољуба могу се користити као зачин - замена за капар). Ароматични цветови сакупљају се рано ујутро, пре изгревања сунца, а неароматични око поднева.
- Воћна супа од боровница са цветовима драгољуба и различка
- Енчиладе пуњене паприкама у сосу од ружиних латица, са прилогом од пиринча
- Осушени цветови липе
- Салата са ушећереним орасима, сувим брусницама и цветовима виоле
- Канапеи са латицама различитих цветова

#### Припрема
Цветови различитих врста могу се користити за припрему разних посластица (цветови црне зове или багрема), чорби, варива или салата (цветови драгољуба и црвене детелине) или омлета (цветови маслачка), али се најчешће користе за декорацију (цветови љубичице, беле раде, невена, црног слеза, јагорчевине и др).
Цветови различитих врста могу се и сушити и тако осушени користити за припрему ароматичних биљних чајева (црвена детелина, липа, камилица, дивизма). Суше се као и зелено поврће, у танком слоју, на чистој подлози, на проветреном и засењеном месту. Осушени цветови чувају се на хладном месту, неароматични у картонским кутијама или папирним кесама, а ароматични у стакленим посудама.

### Дивљи плодови
Дивље воће, односно јестиви плодови самониклих биљака доспевају за брање од почетка јуна до касне јесени, односно у периоду када други делови највећег броја врста самониклих биљака нису више јестиви. Највећи број дивљих врста са којих се сакупљају плодови сврстан је у породицу ружа (Rosaceae), али их има и у другим породицама (вресовке, огрозди, козокрвинке, дреновке, шипци и др).
Дивљи плодови (јестиви, али и отровни!) најчешће су живо обојени. Имају меснат и сочан перикарп (оплодницу, омотач плода) у коме је једно семе (код коштуница - џанарика, трњина, дрењина, лешник...), више семена (бобице - рибизла, боровница, шипурак, глог...), или припадају групи збирних плодова (купина, малина, шумска јагода). У дивље плодове убрајају се и шишарке неких четинара (на пример шишарке обчне клеке, тисе).
Дивљи плодови су, зависно од врсте, значајан извор витамина, нарочито витамина Ц и каротена, а такође су богати и минералима (калијум, калцијум, фосфор, магнезијум), угљеним хидратима, органским киселинама (јабучна, лимунска, винска), скробом, пектинима и др.

#### Брање
Самоникли дивљи плодови најчешће се беру када су сасвим зрели, јер су тада најукуснији и садрже највише хранљивих материја. Међутим постоје и они који су по сазревању тврди, опорог или киселог укуса, а постају укусни тек после јачих мразева, када постану презрели и нагњили.[[напомена|Овде није реч о правом процесу труљења под утицајем микроорганизама, већ о процесу самомацерације, односно претварању тврдог перикарпа у кашасту масу под утицајем ензима који разлажу ћелијске мембране.]] Овакви су плодови мукиње, брекиње, јаребике или оскоруше. Насупрот њима шипурак се бере чим заруди (почне да се црвени) јер сасвим зрео плод постаје мекан, теже се обрађује и брже пропада, а уз то у њему има мање витамина Ц него у недозрелом плоду.
При сакупљању самониклих плодова строго се мора водити рачуна да се добро упозна изглед не само плода, већ и целе биљке, њене морфологије и станишта на којима се може наћи, како не би дошло до замене врста. Треба увек имати на уму да у природи постоје бројне врсте чији су плодови отровни, али често наизглед сочни и укусни, јарких и привлачних боја. Овакве замене најчешће се могу десити при сакупљању бобица и њихов исход у неким случајевима може бити и фаталан.

#### Припрема
Дивље воће најчешће се конзумира свеже, само или као састојак воћних салата, али се може, попут култивисаног воћа, користити и за припрему различитих посластица или као зимница у облику сокова, сирупа, компота, џемова, желеа... Дивљи плодови могу се и сушити и касније користити углавном за припрему укусних чајева. Од дивљег воћа могу се справљати и воћна вина, ракије и ликери, као и воћно сирће.
Код припреме неких врста самониклог воћа треба бити веома опрезан, јер су им неки делови јестиви, а други отровни. Карактеристичан пример за ову појаву је тиса (Taxus baccata), код које је црвени омотач око шишарице сочан и укусан, док је сама шишарица унутар њега веома отровна, као и сви остали делови ове врста.
- Плодовиџанарике (Prunus cerasifera)
- Различите бобице (боровнице, рибизле, малине и купине)
- Мармелада од плодова црне зове
- Дрењине међу домаћим воћем на пијачној тезги
- Плодови глога
- Шишарице обичне клеке
- Џин од плодова трњине

### Семе
Семе је по свом саставу најкомплетнија и вероватно најздравија храна, јер садржи знатну количину скроба, беланчевина, богато је витамином Е, витаминима Б комплекса, као и важним минералима. Најчешће се сакупља семе лободе, детелине, тушта, вијушца, гуњице, штира, неких трава, као и семе неких врста дрвећа, какви су жиреви храста и букве, питоми кестен и семе борова (семе борова је најчешће веома ситно, осим семена пињола, које је у свету веома цењени зачин.).

#### Проклијале семе
Проклијало семе неких биљака у Кини се у исхрани користи већ 5000 година, али се у западној цивилизацији користи тек у новије доба. Проклијало семе је укусније и лакше се вари од непроклијалог. Осим тога далеко су богатије хранљивим материјама од оних непроклијалих. У процесу клијања код семена (које је само по себи богато изворима енергије) долази до хемијских реакција током којих се повећава њихова прехрамбена вредност. Велики део скроба током клијања претвара се у шећер, а количине присутних витамина се већ после четири дана клијања повећавају 4-10 пута. Клице развијене на светлу богатије су витаминима А и Ц, док су клице развијене у мраку бледе, не садрже хлорофил и каротен, али су богатије витаминима Б комплекса. Многе клице богате су и гвожђем, фосфором и калијумом. За овакву употребу може се прикупљати семе различитих детелина, лобода, штавеља, штирева, трупаца, грбица, семе маслачка и друго.

#### Брање
Семе се сакупљају када је потпуно зрело, најчешће током лета и јесени, што зависи од биљне врсте. Најлакше га је сакупити са биљака којима су плодови скупљени у клас, клип или метлицу.

#### Припрема
Неко семе самониклих биљака може се јести сирово, какав је случај са питомим кестеном или пињолима. Семе других врста најчешће се користи као замена за хлебно брашно.
Ако се користе као проклијало, семе се по потреби очисти и остави преко ноћи да одстоји у млакој води. Затим се испере и оставе у плиткој посуди да навлажено клија неколико дана, заштићено од директне сунчеве светлости. Оптимална температура клијања је 15-18 °C, а максимална 24 °C. Може се наклијавати на светлу или у мраку, а сам процес траје 2-6 дана, зависно од врсте, за које време клице достигну висину од 1 до 3,5 cm. Већина проклијалог семена самониклих биљака укусно је и сирово, па се тако и конзумирају, као посебан оброк или у различитим салатама, али се може додавати и различитим куваним јелима од меса и поврћа.

## Употреба самониклих јестивих биљака
Самоникле јестиве биљке најчешће се користе као дивље воће и поврће и конзумирају се у свежем стању и ли куване. Осим тога дивље самоникле биљке могу се користити и на друге начине. Најчешће је то у виду ароматичних зачина, за припремање освежавајућих (често и лековитих) напитака, односно чајева, као замена за кафу или хлебно брашно.

### Зачинско биље
Многе самоникле јестиве биљке садрже у појединим својим деловима етерична уља са ароматичним састојцима специфичног мириса и укуса. Додати у храну као зачин, свежи или осушени, ови састојци оплемењују храну, дају јој пријатан мирис, побољшавају укус, побољшавају варење, поспешују апетит и тд. Често није могуће оштро разграничити зачинско биље од дивљег поврћа, а још је теже раздвојити га од чајних и лековитих биљака. Највећи број ароматичних врста налази се у породицама штитарки, крсташица и уснатица, а најчешће расту на топлим стаништима и сувом и каменитом земљишту. Многе зачинске биљке садрже фитонциде, материје које имају антибактеријско дејство. Највише фитонцидних материја налази се у етеричним уљима. Зато ове биљке испољавају и лековито и превентивно дејство, а због својих антисептичних својстава често се користе као конзерванс, посебно за месо и месне прерађевине.
Највећи број зачинских биљака суши се и тако употребљава или чува за зиму. Најбоље их је користити ситно исецкане или самлевене у прах и додавати на самом крају кувања. како високе температуре не би утицале на промену састава ароматичних уља. Да би се арома што дуже задржала зачинске биљке чувају се у добро затвореним стакленим посудама. Биљке које сушењем губе или мењају мирис (какав је случај код неких уснатица) могу се чувати и у замрзивачу, слично дивљем поврћу, само га претходно не треба бланширати. Биљке прикупљене у години са више падавина и мање сунчаних дана имаће блажи укус и имаће мањи садржај етеричних уља. Исто важи и за биљке убране на засењеним местима.

### Чајне биљке
Тешко је оштро раздвојити лековите од јестивих биљака, јер се ове две групе међусобно преклапају. Велики број самониклих јестивих биљака испољава и лековита својства, попут зачинских, а неке од њих користе се и за справљање укусних и освежавајућих биљних напитака, попут црног или зеленог чаја. У ту групу спадају првенствено врсте из породице ружа (Rosaceae). Тако се листови дивље малине, купине или јагоде могу, попут листова чајне биљке, изложити процесу ферментације и од њих се касније могу припремати напици слични црном чају. Друге врсте припадају ароматичним биљкама, богатим етеричним уљима, од којих се справљају напици специфичног укуса, какви су чај од нане, камилице, матичњака, мајкине душице и други.

### Замена за кафу
Пржени и самлевени подземни делови или семе неких самониклих биљака могу послужити и као више или мање укусна замена за кафу. Основна одлика напитака справљених од ових биљних врста је да не садрже кофеин. Међу овим биљкама најпознатија је цикорија, а укусни напици слични кафи могу се направити и од семена лепљиве брођике, спарожине, локвања и лопоча, коштице глога, корен маслачка и козје браде, ризом трске, жирови храста и букве и друге. Ризом гребића може се употребити као укусна замена за какао.

### Замена за хлебно брашно
Делови појединих самониклих биљака могу се млети и користити као замена за брашно. Највреднија и најприступачнија замена за хлебно брашно је полен рогоза. Такође је, уз претходну обраду, погодно и подземно стабло ове и неких других барских биљака (лопоч, локвањ, жабочун, водољуб, трска, тролистица, змијинац, шашина). Такође су као додатак хлебном брашну погодни подземни делови неких ливадских биљака, какве сукаћун, козлац, златан, птичије млеко). Сасвим другачији извор скроба је семе које се може млети и такође додавати хлебном брашну. Још један занимљив извор сировине која се може користити као замена за хлебно брашно свакако је унутрашња кора (камбијум) неких врста дрвећа, као што су борови, јеле, смрче, брезе, букве и храстови.
Подземна стабла барских биљака су најједноставнија за прикупљање јер се лако ваде, једноставним повлачењем стабљике из воденог муља. Семе шумског дрвећа сакупља се када је сасвим зрело, зависно од врсте. Кору дрвета најбоље је скидати у пролеће, када се најлакше одваја од дрвета. Бира се само млада кора.
Замене за брашно се користе у крајњој нужди и оскудици. У већини случајева пожељно их је мешати са уобичајеним брашном житарица, јер се сама најчешће не могу добро умесити и не дају укусан хлеб. За подземне делове није потребно сушење и млевење, већ се само могу прокувати, пропасирати и додати хлебном тесту. Семе је потребно осушити, очистити од заштитног омотача, ситније просејати и самлети. Кора дрвета се суши и потом меље у брашно.

## Списак самониклих јестивих биљака
Велики број самониклих биљака може се користити у исхрани. Овде су побројане неке од врста које се могу наћи у нашем поднебљу:
- Бедреника мала (Pimpinella saxifraga)
- Боквице (Plantago sp.)
- Боровница (Vaccinium myrtillus)
- Босиљак (Ocimum basilicum)
- Брашњеник (Chenopodium bonus-henricus)
- Брусница (Vaccinium oxycoccos)
- Бујад (Pteridium aquilinum)
- Вранилова трава (Origanum vulgare)
- Врбовица (Epilobium anguistifolium)
- Гавез (Symphytum officinale)
- Дињица (Sanguisorba minor)
- Естрагон (Artemisia dracunculus)
- Жалфија (Salvia officinalis)
- Жутика (Berberis vulgaris)
- Зеље дивље (Rumex sp.)
- Зова црна (Sambucus nigra)
- Иђирот (Acorus calamus)
- Јагорчевина (Primula vulgaris)
- Јаребике (Sorbus sp.)
- Кестен питоми (Castanea sativa)
- Киселица (Rumex acetosa)
- Коприва (Urtica dioica)
- Крбуљица (Anthriscus cerefolium)
- Красуљак, бела рада (Bellis perennis)
- Лазаркиња (Galium odoratum)
- Локвањи (Nuphar sp. и Nymphaea sp. )
- Лукови дивљи (Allium sp.)
- Љоскавац (Physalis alkekengi)
- Мајкина душица (Thymus serpyllum)
- Маслачак (Taraxacum sp.)
- Матичњак (Melissa officinalis)
- Медвеђа шапа (Heracleum sphondylium)
- Менте (Mentha sp.)
- Милодух (Hyssopus oficinalis)
- Мирођија (Anethum graveolens)
- Мишјакиња (Stellaria media)
- Пасји трн (Hippophae rhamnoides)
- Пелини (Artemisia sp.)
- Пепељуга (Chenopodium album)
- Поточарка (Nasturtium officinalis)
- Седмолист (Aegopodium podagraria)
- Селен (Levisticum officinale)
- Слачица бела (Sinapis albalba)
- Слачица црна (Brassica nigra)
- Тимијан (Thymus vulgaris)
- Тушт (Portulaca oleracea)
- Храстови (Quercus sp.)
- Цикорија (Cichorium intybus)
- Чичак велики (Arctium lappa)
- Чичока (Helianthus tuberosus)
- Чубар (Satureja hortensis)
- Чуваркућа (Satureja hortensis)
- Шпаргла (Asparagus officinalis)
- Штир (Amaranthus retroflexus)

## Брање самониклих биљака
При брању и сакупљању требало би поштовати неке основне принципе, тако да квалитет прикупљених биљака буде задовољавајући, а наше деловање не остави трајне последице на природу. Не сме се заборавити да о овом ресурсу зависи, посредно или непосредно, и целокупан животињски свет. Сакупљати треба искључиво врсте које се добро познају и само онолико колико се може потрошити.
- Самоникле јестиве биљке треба брати на чистим и незагађеним местима, удаљеним од прометних саобраћајница.
- Никада не треба побрати сву количину биљака пронађену на једном месту.
- Код бербе листова исте треба брати са различитих примерака по неколико, никако све листове са једне биљке, како би се биљке преживеле бербу и касније се опоравиле терањем нових листова.
- Код бербе надземних делова вишегодишњих зељастих биљака неопходно је исте одсецати маказама или ножем, како би корен остао у земљи и биљка се следеће године поново развила. Чупањем биљака често се ишчупа и корен.
- Код брања дивљег коренастог поврћа неопходно је, након вађења корена одсећи коренову главу и вратити је у земљу, како би се следеће године из ње развила нова биљка.
- Ретке и угрожене врсте су законом заштићене и њихово брање оправдано је само у екстремним ситуацијама и крајњој нужди.[1][2]

### Отровне биљке
При брању самониклог биља неопходно је добро познавати врсте које се беру како не би дошло до замене. Многе врсте су, посебно за неискусне сакупљаче, веома сличне, па се лако може десити да се јестива врста замени нејестивом и неукусном, а понекад може довести и до фаталних последица.
Биљке је најлакше препознати када су у цвету, али у том периоду нису јестиве (осим чајне и зачинске врсте). Ипак је у том периоду корисно научити њихове остале морфолошке карактеристике, ради лакшег препознавања у периодима пре и после цветања. За препознавање биљака може бити од користи и мирис, али треба знати да неке биљке (посебно оне из породице купусњача) отпуштају карактеристичан мирис тек када се протрљају међу прстима. Веома је корисно знати и на каквом станишту и у заједници са којим врстама одређена биљна биљка расте. Ретко када ће се нека врста наћи на неочекиваном, за њу некарактеристичном месту.
| - Сремуш - станиште: сеновите и влажне листопадне шуме - Мразовац - станиште: ливаде и осунчани ободи шума - Сремуш - цветови: бели, звездасти, у штитоликим цвастима, цвета у пролеће |
| Често се дешава да неискусни берачи замене листове сремуша листовима мразовца, једне од најотровнијих биљака нашег поднебља. Осим што су им цветови сасвим различити и цветају у различито доба године сремуш има и карактеристичан мирис, сличан мирису белог лука. Друга битна разлика, због које се ове две биљке не могу помешати је и станиште. Сремуш насељава сеновите и влажне листопадне шуме, а мразовац осунчане и суве ливаде. |

### Календар брања самониклих јестивих биљака
ФЕБРУАР - плодови брезе, борови пупољци
МАРТ - кора храстова и другог дрвећа, јагорчевина, коприва, љубичица, маслачак, подбел, пупољци тополе, пупољци брезе и другог дрвећа, водопија
АПРИЛ - питоми кестен, добричица, глог, јагорчевина, камилица, коприва, лазаркиња, љубичица, дан и ноћ, маслачак, оман, плућњак, подбел (цвет и лист), росопас, русомача, срчењак
МАЈ - багремов цвет, боквица, добричица, глог, јагода, камилица, коприва, кестен питоми, мртва коприва, купина, лазаркиња, липа, маслачак, мајкина душица, матичњак, медвеђе грожђе, плућњак, подбел, преслица, росопас, вркута, црна зова, жалфија
ЈУН - глогиње, бели слез, боквица, боровница, дан и ноћ, дивизма, добричица, глог, кестен питоми, јагода, јагорчевина, мртва коприва, крушка, купина, малина, матичњак, мајчина душица, мајска ружа, невен, пелин, орах, плућњак, русомача, преслица, различак, слез црни, суручица, камилица, вркута, вранилова трава, цвет зове
ЈУЛ - боквица, боровница, бреза, брђанка, дивизма, дивља ружа, дупчац, куница, јагода, жалфија, ким, кокотац, коприва, мртва коприва, купина, липа, матичњак, нана, орах, пелин, подбел, преслица, слез бели и црни, тимијан, камилица, трандовиље, троскот, вркута, вранилова трава, вратић, цветови зове
АВГУСТ - ким, бреза, шипурак, дрењина, коприва, хмељ, купина, слез бели и црни, храстова кора, линцура, нана, орах, пелин
СЕПТЕМБАР - дивизма, шипурак, дрењина, хмељ, храстова кора, кокотац, линцура, нана, невен, оман, орах, пелин, слез бели, зечји трн, слатки корен, жутика, дивља шаргарепа
ОКТОБАР - брђанка, дињица, глог, иђирот, коприва, линцура, маслачак, слез бели, зечји трн, слатки корен
НОВЕМБАР - глогиње, иђирот, маслачак